# Conte di Morton
Il titolo di Conte di Morton venne creato nella Parìa di Scozia nel 1458 per John Douglas, I conte di Morton, assieme al contado venne accorpato anche il titolo di Lord di Aberdour spettante all'erede del conte in carica.

## I Douglas di Dalkeith
John Douglas faceva parte della branca dei Douglas di Dalkeith che discendevano da Andrew Douglas di Hermiston (morto prima del 1277) figlio più giovane di Archibald I, Signore di Douglas (prima del 1198-1238 circa). Andrew venne succeduto dal figlio William Douglas di Hermiston, uno dei nobili che firmò i Ragman Rolls (documenti che vennero firmati nel 1296 e che segnavano un'alleanza fra alcuni nobili scozzesi e Edoardo I d'Inghilterra). William ebbe un figlio, James, che a sua volta divenne padre di due figli fra cui William Douglas, Lord di Liddesdale che ottenne la baronia di Midlothian nel 1341 e la signoria di Aberdour nel 1342. Dieci anni dopo William venne assassinato dal proprio nipote William Douglas, I conte di Douglas ed entrambe le baronie andarono al figlio di suo fratello tale James Douglas, I Signore di Dalkeith (1356circa-prima del 22 maggio 1441). Il conte di Douglas ratificò i suoi possedimenti attorno al 1370 fino a che le baronie di Aberdour e Dalkeith vennero unificate in una sola baronia nel 1386 con il Dalkeith Palace come residenza principale e il Castello di Aberdour come residenza secondaria. Fratello di John era Nicholas Douglas, I Signore di Mains che diede vita alla branca dei Douglas di Mains.

## I conti di Morton
James Douglas, IV Signore di Dalkeith ereditò le proprietà paterne attorno al 1456 quando il padre gliele cedette e nel 1458 venne creato il contado di Morton che lo fece diventare James Douglas, I conte di Morton poco prima del suo matrimonio con Giovanna Stewart la figlia sordo-muta di Giacomo I di Scozia. Il titolo di Signore di Dalkeith rimase quindi in uso soltanto come titolo per il figlio maggiore del conte in carica fino a che titolo e terre non vennero vendute al Duca di Buccleuch nel 1642. Al momento della creazione del contado si levò una protesta sul fatto che James venisse investito di tale titolo che le terre di Morton discendevano per via ereditaria dalla nonna Janet Borthwick, vedova del I signore di Dalkeith, e che da lei sarebbero dovute discendere al figlio William. A queste proteste venne risposto che James non stava ricevendo le terre di Morton che si trovavano nelle terre di Nithsdale, ma in quelle dell'East Calder.
Nel 1538 Giacomo V di Scozia chiamò a corte James Douglas, III conte di Morton di fronte al consiglio privato perché rispondesse del mancato pagamento delle tasse sul feudo e nel 1540 egli venne bandito a Inverness. James raggiunse quindi il villaggio di Brechin dove firmò un documento nel quale cedeve le sue terre al parente Robert Douglas di Loch Leven che venne però obbligato dal sovrano a cedergli le proprietà. Dopo la morte di Giacomo alla fine del 1542 George Douglas di Pittendreich e James Hamilton assistettero James nel tentativo di riprendersi il contado assieme alla signoria di Aberdour. In cambio i loro figli avrebbero sposato due delle tre figlie di James, James Douglas ne sposò la figlia maggiore Elizabeth ereditando il contado alla morte del suocero diventando James Douglas, IV conte di Morton.
Egli fu uno dei reggenti per il piccolo Giacomo VI di Scozia, ma quando Giacomo raggiunse la maggiore età risultò che James era stato implicato nella morte di Henry Stuart, Lord Darlney, il padre di Giacomo, nel 1567 e nel 1581 venne giustiziato per questo reato. Il contado venne confiscato dalla corona anche se alla sua morte suo nipote (che era nipote del terzo conte) John Maxwell, VIII Signore di Maxwell venne creato conte ed egli usò tale titolo sino alla morte. Anche ad Archibald Douglas, VIII conte di Angus venne dato il titolo di conte di Morton nel 1586 e alla morte sua e di Maxwell (la prima nel 1588 e la seconda nel 1593) fece sì che ci fossero due famiglie con lo stesso titolo. Tale disputa coinvolse le famiglie fino a che John Maxwell, IX Signore di Maxwell non venne giustiziato il 21 maggio 1613 per aver ucciso un nobile scozzese, quando nel 1618 i suoi titoli e le terre vennero restituiti a suo fratello Robert per evitare ulteriori conflitti il contado di Morton venne sostituito con quello di Nithsdale.

## Signori di Dalkeith (1341)
- William Douglas, Lord di Liddesdale
- James Douglas, I Signore di Dalkeith (1356 circa-prima del 22 maggio 1441)
- James Douglas, II Signore di Dalkeith
- James Douglas, III Signore di Dalkeith
- James Douglas IV Signore di Dalkeith

## Conti di Morton (1458)
- James Douglas, I conte di Morton
- John Douglas, II conte di Morton (morto 1513 alla Battaglia di Flodden Field
- James Douglas, III conte di Morton (morto 1548)
- James Douglas, IV conte di Morton
- John Maxwell, VIII Signore di Maxwell (24 aprile 1553-7 dicembre 1593), ereditò brevemente il titolo
- Archibald Douglas, VIII conte di Angus e V conte di Morton (1555-4 agosto 1588)
- William Douglas, VI conte di Morton
- William Douglas, VII conte di Morton (1582-7 agosto 1648)
- Robert Douglas, VIII conte di Morton (morto 1649), come il padre combatté per Carlo I d'Inghilterra
- William Douglas, IX conte di Morton
- James Douglas, X conte di Morton
- James Douglas, XI conte di Morton
- Robert Douglas, XII conte di Morton
- George Douglas, XIII conte di Morton (1662-4 gennaio 1738)
- James Douglas, XIV conte di Morton (1702-12 ottobre 1768), fu un apprezzato astronomo
- Sholto Douglas, XV conte di Morton (1732circa-25 settembre 1774), fu membro della Royal Society
- George Douglas, XVI conte di Morton (3 aprile 1761-17 luglio 1827), anch'egli membro della Royal Society
- George Douglas, XVII conte di Morton (23 dicembre-1789-31 marzo 1858), servì sotto le amministrazioni di Robert Peel ed Edward Smith-Stanley, XIV conte di Derby
- Sholto John Douglas, XVIII conte di Morton (1818-1884)
- Sholto Douglas, XIX conte di Morton (5 novembre 1844-8 ottobre 1935), fu succeduto dal nipote
- Sholto Charles John Hay Douglas, XX conte di Morton (1907-1976)
- John Douglas, XXI conte di Morton (19 marzo 1927)

L'erede presuntivo è il figlio maggiore dell'attuale conte John Stewart Sholto Douglas, Lord di Aberdour (nato 1952)